# Шекафтар
Шекафтар (Шакафтар, Шахофтар, кирг. Шекафтар) — село, находящееся в Чаткальском районе, Джалал-Абадской области Кыргызстана. Посёлок Шекафтар вместе с селом Сумсар входит в Сумсарскую поселковую управу, население которой составляет 6089 человек, из которых 5967 человек проживает в селе Сумсар, по данным переписи населения Кыргызстана 2009 года. Посёлок расположен в Юго-Западной части Чаткальского района, в одной из самых труднодоступных местностей Кыргызстана, на высоте 1450 метров над уровнем моря. Расстояние до областного центра, города Джалал-Абад — 248 км, до районного центра села Каныш-Кыя — 188 км.
Основное занятие местного населения — сельское хозяйство, главным образом, животноводство.

## История
После окончания Великой Отечественной войны, в рамках осуществления Советского Атомного проекта, в Киргизской ССР проводилась активная разведка месторождений урана и других радиоактивных элементов. В 1946 году заработал урановый рудник на месторождении Шекафтар, в 1949 году около рудника был образован посёлок городского типа Шекафтар.
После закрытия рудника в 1957 году, жизнедеятельность посёлка в основном была связана с открытым в 1952 году в ПГТ Сумсар свинцовым рудником, который проработал до 1978 года. На оставшейся после рудоуправления технической базе, был открыт Сумсарский опытный завод «Уралэнергоцветмет», с головным предприятием в Свердловске, производивший комплектующие для поршневых компрессоров и товары народного потребления. С распадом СССР и разрушением экономических связей между бывшими союзными республиками, производство, которое было реорганизовано в АО «Тулпар», осталось без необходимого финансирования и работает не в полную силу.
В настоящее время, в силу своего географического положения и, вследствие кризиса горно-рудного производства, являвшегося основным видом деятельности для жителей посёлка, Шекафтар находится в крайне тяжёлом положении. Посёлок в основном живёт на финансирование из республиканского бюджета, безработица среди местного населения составляет 70 %. Дальнейшее развитие посёлка, в большей степени связано с золоторудным комбинатом «Терек-Сайский рудник».

## Экологические проблемы
В окрестностях Шекафтара находятся 8 горных отвалов низкорадиоактивных горных пород, общий объём которых составляет около 700 тысяч м³. Отвалы не рекультивированы и подвергаются воздействию водной и ветровой эрозии, отходы из некоторых отвалов также попадают в воды реки Сумсар. В непосредственной близости от отвалов находятся жилые дома, местные жители используют материалы, взятые из отвалов, для бытовых нужд. В 2005—2006 годах в посёлке проводилось изучение радиационного риска для окружающей среды в рамках исследовательского проекта RESCA.
Помимо отвалов горных пород, на территории посёлка находится урановое хвостохранилище, в котором хранятся радиоактивные и токсичные отходы, такие как соли тяжёлых металлов и реагенты, использовавшиеся при переработке и обогащении руд — цианиды, кислоты, силикаты, нитраты, сульфаты. Хвостохранилище относится к одному из самых опасных для экологии региона. Состояние хвостохранилища, возведённого несколько десятилетий назад, угрожающее, оно значительно пострадало от воздействия природных стихий, и, кроме того, находится в зоне повышенной сейсмической активности. Дополнительная проблема возникает в связи с расположением хвостохранилища в одном из самых густонаселённых районов региона, его разрушение создаст угрозу для всех стран Центральной Азии.
С 1998 года объекты, связанные с хранением отходов уранового производства, находятся на балансе МЧС Кыргызстана, которое за счёт средств министерства проводит реабилитационные работы. В 2012 году между правительством Кыргызстана и Евросоюзом был подписан ряд международных соглашений о выделении грантов на финансирование проектов, связанных, в том числе, и с ядерной безопасностью региона. 1,5 миллиона евро выделялось на рекультивацию уранового хвостохранилища в посёлке Шекафтар.